# جوزيف ر. يوست
جوزيف ر. يوست هو سياسي أمريكي، ولد في 9 يونيو 1986 في بيرسبورغ في الولايات المتحدة. نشط حزبياً في الحزب الجمهوري. وقد انتخب عضو مجلس نواب فرجينيا ‏.